# Thitaume
Œuvres principales
- Lapin crétin
- Game Over
- Grrreeny
- Balez & Malina

Matthieu Gargallo, plus connu sous le pseudonyme de Thitaume, est un scénariste français de bandes dessinées et auteur de littérature pour la jeunesse, né à Montpellier en 1985. Il travaille avec les dessinateurs Midam, Adam, Julien Mariolle, Romain Pujol, Baptiste Amsallem, Stella Lory, Émilie Sandoval, Lucie Bryon et Thomas Priou.

## Biographie
Né en 1985 à Montpellier, il passe son enfance aux Salles-du-Gardon et sa scolarité à Alès. En 2008, après l’obtention d’une licence en psychologie à Montpellier, il suit des études à l'IUFM de Nîmes pour devenir professeur des écoles. En 2009, à 24 ans, il apprend en lisant un article dans le Journal de Spirou que Midam cherche des scénaristes pour sa bande dessinée Game Over. Il se lance dans l’aventure. Malgré une trentaine de refus, il persévère et ses gags finissent par être acceptés. Midam le laisser écrire des albums complets de Game Over. Cela le motive à tenter une carrière de scénariste professionnel. En 2010, il abandonne ses études pour se consacrer uniquement à l’écriture. À cette occasion, il prend comme pseudonyme Thitaume, une anagramme de son prénom et rappel au "petit homme" (à l'enfant et à sa taille réelle).
En 2012, il est choisi par Ubisoft pour lancer avec le dessinateur Romain Pujol la série des Lapins crétins en bande dessinée.

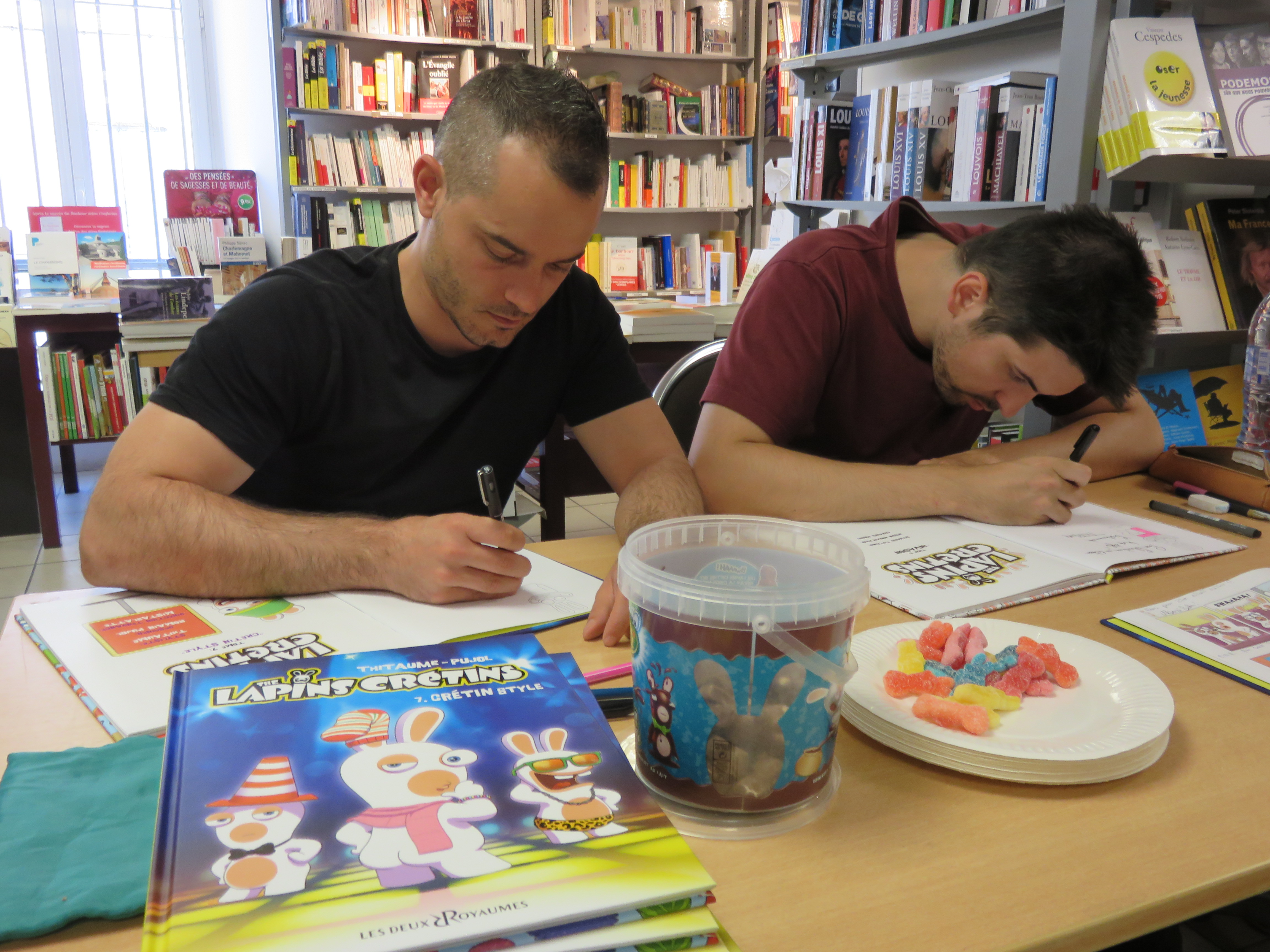
Thitaume et Romain Pujol en séance de dédicace à la librairie Sauramps en Cévennes, à Alès, le 24 juin 2015.

En 2015, il inaugure une nouvelle série, plus personnelle : Balez & Malina, avec Romain Pujol comme co-scénariste et Baptiste Amsallem au dessin.

## Œuvre

### Bandes dessinées
Sous le pseudonyme de Thitaume :
Série "Game over"
- 7- Only for your eyes / dessin Midam, Adam ; scénario Midam, Thitaume ; couleur BenBK. Lasne : Mad fabrik, 11/2011, 45 p.  (ISBN 978-2-930618-14-2)
- 10- Watergate / scénario Midam, Adam, Thitaume ; dessin Midam, Adam, Julien Mariolle, Philippe Auger ; couleur BenBK. Lasne : Mad fabrik, 08/2013, 45 p.  (ISBN 978-2-930618-52-4)
- 18- Bad cave / scénario Midam et Thitaume ; dessin Midam et Adam ; couleurs BenBK. Marcinelle : Dupuis, 10/2019, 48 p.  (ISBN 979-10-347-4357-5) Rééd. Dupuis, 06/2022, 48 p.  (ISBN 979-10-347-6558-4)

Série "Grrreeny"
- 1- Vert un jour, vert toujours / scénario Midam, Patelin, Thitaume, Araceli ; dessin Midam, Adam, Netch ; couleurs BenBK. Lasne : Mad fabrik, 05/2012, 46 p.  (ISBN 978-2-930618-21-0) Rééd. France loisirs, 2016, 46 p.  (ISBN 978-2-298-10900-9)

Série "The Lapins crétins"
1. Bwaaaaaaaaaah ! / dessin Romain Pujol ; couleur Gorobeï. Paris : Les Deux Royaumes, 06/2012, 48 p.  (ISBN 978-2-918771-04-3) Rééd. Les Deux Royaumes, 06/2015, 48 p.  (ISBN 978-2-918771-25-8) ; Glénat, 01/2025, 48 p.  (ISBN 978-2-344-06817-5)
2. Invasion / dessin Romain Pujol ; couleur Gorobeï. Paris : Les Deux Royaumes, 11/2012, 54 p.  (ISBN 978-2-918771-08-1) Rééd. Glénat, 01/2025, 56 p.  (ISBN 978-2-344-06819-9)
3. Renversant ! / dessin Romain Pujol ; couleur Gorobeï. Paris : Les Deux Royaumes, 06/2013, 48 p.  (ISBN 978-2-918771-10-4) Rééd. France loisirs, 2015, 48 p.  (ISBN 978-2-298-10270-3) ; Glénat, 01/2025, 48 p.  (ISBN 978-2-344-06820-5)
4. Gribouillages / dessin Romain Pujol ; couleurs Mistablatte. Paris : Les Deux Royaumes, 11/2013, 48 p.  (ISBN 978-2-918771-12-8) Rééd. France loisirs, 2016, 48 p.  (ISBN 978-2-298-10933-7) ; Glénat, 01/2025, 48 p.  (ISBN 978-2-344-06821-2)
5. La Vie en rose / dessin Romain Pujol ; couleurs Mistablatte. Paris : Les Deux Royaumes, 06/2014, 48 p.  (ISBN 978-2-918771-14-2) Rééd. France loisirs, 2016, 48 p.  (ISBN 978-2-298-11647-2) ; Glénat, 01/2025, 48 p.  (ISBN 978-2-344-06822-9)
6. Givrés ! / dessin Romain Pujol. Paris : Les Deux Royaumes, 11/2014, 48 p.  (ISBN 978-2-918771-17-3) Rééd. Glénat, 01/2025, 48 p.  (ISBN 978-2-344-06823-6)
7. Crétin style / dessin Romain Pujol. Paris : Les Deux Royaumes, 06/2015, 48 p.  (ISBN 978-2-918771-24-1) Rééd. Glénat, 01/2025, 48 p.  (ISBN 978-2-344-06824-3)
8. Une case en moins ! / dessin Romain Pujol ; couleurs Mistablatte. Paris : Les Deux Royaumes, 06/2016, 48 p.  (ISBN 978-2-918771-44-9) Rééd. Glénat, 01/2025, 48 p.  (ISBN 978-2-344-06825-0)
9. Hypnose / dessin Romain Pujol. Paris : Les Deux Royaumes, 11/2016, 48 p.  (ISBN 978-2-918771-54-8) Rééd. France loisirs, 2016, 48 p.  (ISBN 978-2-298-12153-7) ; Glénat, 01/2025, 48 p.  (ISBN 978-2-344-06826-7)
10. La Classe / dessin Thomas Priou ; couleurs Mistablatte. Paris : Les Deux Royaumes, 11/2017,48 p.  (ISBN 978-2-918771-62-3) Rééd. Glénat, 01/2025, 48 p.  (ISBN 978-2-344-06827-4)
11. Wanted / dessin Thomas Priou ; couleurs Mistablatte. Paris : Les Deux Royaumes, 08/2018, 48 p.  (ISBN 978-2-918771-67-8) Rééd. Glénat, 01/2025, 48 p.  (ISBN 978-2-344-06828-1)
12. Méga bug / dessin Thomas Priou ; couleurs Mistablatte. Paris : Les Deux Royaumes, 10/2019, 48 p.  (ISBN 978-2-918771-71-5) Rééd. Glénat, 01/2025, 48 p.  (ISBN 978-2-344-06829-8)
13. Toqués ! / dessin Thomas Priou. Grenoble : Glénat, 10/2020, 48 p.  (ISBN 978-2-344-04340-0)

Série "The Lapins crétins - Best-of"
1. Best-of spécial été / scénario Thitaume, Dab's ; dessin Romain Pujol, Thomas Priou. Grenoble : Glénat, 06/2020, 96 p.  (ISBN 978-2-344-04342-4)
2. Best-of spécial été / scénario Thitaume, Dab's ; dessin Romain Pujol, Thomas Priou. Grenoble : Glénat, 06/2022, 96 p.  (ISBN 978-2-344-05303-4)

Coffrets The Lapins crétins
- Tomes 1 et 2. Les Deux Royaumes, 11/2015.  (ISBN 978-2-918771-19-7)
- Tomes 3 et 4. Les Deux Royaumes, 11/2015.  (ISBN 978-2-918771-20-3)
- Tomes 5 et 6. Les Deux Royaumes, 11/2015.  (ISBN 978-2-918771-21-0)
- Pack 1 (tomes 1, 2, 3). Les Deux Royaumes, 11/2017.  (ISBN 978-2-918771-59-3)
- Pack 2 (tomes 4, 5, 6). Les Deux Royaumes, 11/2017.  (ISBN 978-2-918771-60-9)
- Pack 3 (tomes 7, 8, 9). Les Deux Royaumes, 11/2017.  (ISBN 978-2-918771-61-6)

Série "Balez & Malina"
1. Un amour de mammouth ! / scénario Romain Pujol & Thitaume ; dessin Baptiste Amsallem. Toulouse : BD Kids, 11/2015, 64 p.  (ISBN 978-2-7459-7010-7) Rééd. Conches : Paquet, coll. "Canailles", 11/2025, 56 p.  (ISBN 978-2-88932-435-4)
2. Secret défense / scénario Romain Pujol & Thitaume ; dessin Baptiste Amsallem. Toulouse : BD Kids, 04/2017, 55 p.  (ISBN 978-2-7459-8405-0)

Série "Sacha"
1. Dans tous ses états  / dessin Stella Lory. Malakoff : Bande d'ados, 04/2023, 54 p.  (ISBN 978-2-408-04405-3) Rééd. Bayard Jeunesse, 07/2024, 56 p.  (ISBN 979-10-363-7798-3)
2. Céréales loser / dessin Stella Lory. Malakoff : Bande d'ados, 04/2024, 54 p.  (ISBN 979-10-363-6610-9)
3. The Sacha show / dessin Stella Lory. Malakoff : Bande d'ados, 04/2025, 70 p.  (ISBN 979-10-363-7848-5)

Série Vampy
1. Nouveaux voisins chez les humains / dessin Thomas Priou. Paris : Albin Michel, coll. "BD", 06/2025, 64 p.  (ISBN 978-2-226-49892-2)

### Albums jeunesse
Sous la signature de Matthieu Gargallo :
- Patatras au royaume de Tralala / ill. Lucie Bryon. Paris : Sens dessus dessous, 05/2023, 40 p.  (ISBN 978-2-38507-009-0)
- Sauver le monde : un jeu d'enfant ! / ill. Émilie Sandoval. Paris : Sens dessus dessous, 09/2024, 46 p.  (ISBN 978-2-38507-060-1)

## Prix littéraires
- 2012 : Prix du Livre Environnement de la Fondation Véolia, pour Vert un jour, vert toujours (série "Grrreeny").
- 2023 : Prix « Le Point » du livre jeunesse, catégorie "Album", décerné par Le Point  lors du festival Partir en Livre, pour Patatras au royaume de Tralala[4].
- 2025 : Prix du livre jeunesse et de la presse d'écologie, catégorie "Graines de lecteur" (6-8 ans), décerné lors du Festival du livre et de la presse d'écologie (Felipé) à Paris, pour Sauver le monde : un jeu d'enfant !
- 2025 : Prix des Korrigans, catégorie "Niveau 2" (GS-CP), pour Patatras au royaume de Tralala.